# Max Hodann
Max Julius Hodann (Nysa, 30 agosto 1894 – Stoccolma, 17 dicembre 1946) è stato un medico tedesco.

## Biografia
Dopo la morte di suo padre, che era un medico militare, si trasferì con la madre dapprima a Berlino, poi a Merano, dove si appassionò alle scienze naturali. Intraprese gli studi di medicina all'Università Humboldt di Berlino, che vennero interrotti per via del suo arruolamento durante la prima guerra mondiale, quindi si laureò nel 1919 e iniziò a interessarsi all'educazione sessuale per la classe lavoratrice. A Berlino lavorò all'Istituto per la sessualità fondato da Magnus Hirschfeld. I suoi libri e i suoi articoli al riguardo vennero ritenuti controversi e dunque censurati.
Nel 1933 venne arrestato e rilasciato poco dopo. Riparò così all'estero viaggiando per l'Europa. In Norvegia venne finanziato dall'Organizzazione nazionale dei lavoratori, il ché gli permise di pubblicare svariati articoli sulla famiglia e sulla sessualità. Da un viaggio in Palestina nel 1934 scaturì il libro Jødene vender hjem (1935). Successivamente lavorò come medico militare in Spagna, poi dopo l'occupazione della Norvegia si stabilì in Svezia, dove lavorò a stretto contatto con i disertori tedeschi.
Morì per un attacco d'asma nel 1946. L'Archivio dei lavoratori di Stoccolma possiede tutti i suoi documenti.